# Saint-Affrique-les-Montagnes
Saint-Affrique-les-Montagnes – miejscowość i gmina we Francji, w regionie Oksytania, w departamencie Tarn.
Według danych na rok 1990 gminę zamieszkiwało 438 osób, a gęstość zaludnienia wynosiła 56 osób/km² (wśród 3020 gmin regionu Midi-Pireneje Saint-Affrique-les-Montagnes plasuje się na 639. miejscu pod względem liczby ludności, natomiast pod względem powierzchni na miejscu 1261.).